# 式根島温泉・憩の家
式根島温泉・憩の家（しきねじまおんせんいこいのいえ、憩の家、Shikinejima-onsen Ikoinoie）は東京都新島村式根島にある有料温泉施設である。

## 概要
式根島唯一の屋内温泉施設で、唯一の男女別温泉。内湯には約10名が同時に入浴できる浴槽とシャワーを完備している。ほかの温泉は屋外温泉のため、天候に左右されるが、同温泉は屋内温泉のため天候に左右されにくい。

## 泉質
- 硫化鉄
  - 地鉈温泉と同じ泉質。効能は神経痛、リュウマチ、胃腸病、冷え性等

### 源泉
- 足地山温泉

## 設備
- マッサージチェア（有料）
- 自動販売機
- TV